# Quercus palmeri
Quercus palmeri là một loài thực vật có hoa trong họ Cử. Loài này được Engelm. miêu tả khoa học đầu tiên năm 1878.

## Hình ảnh

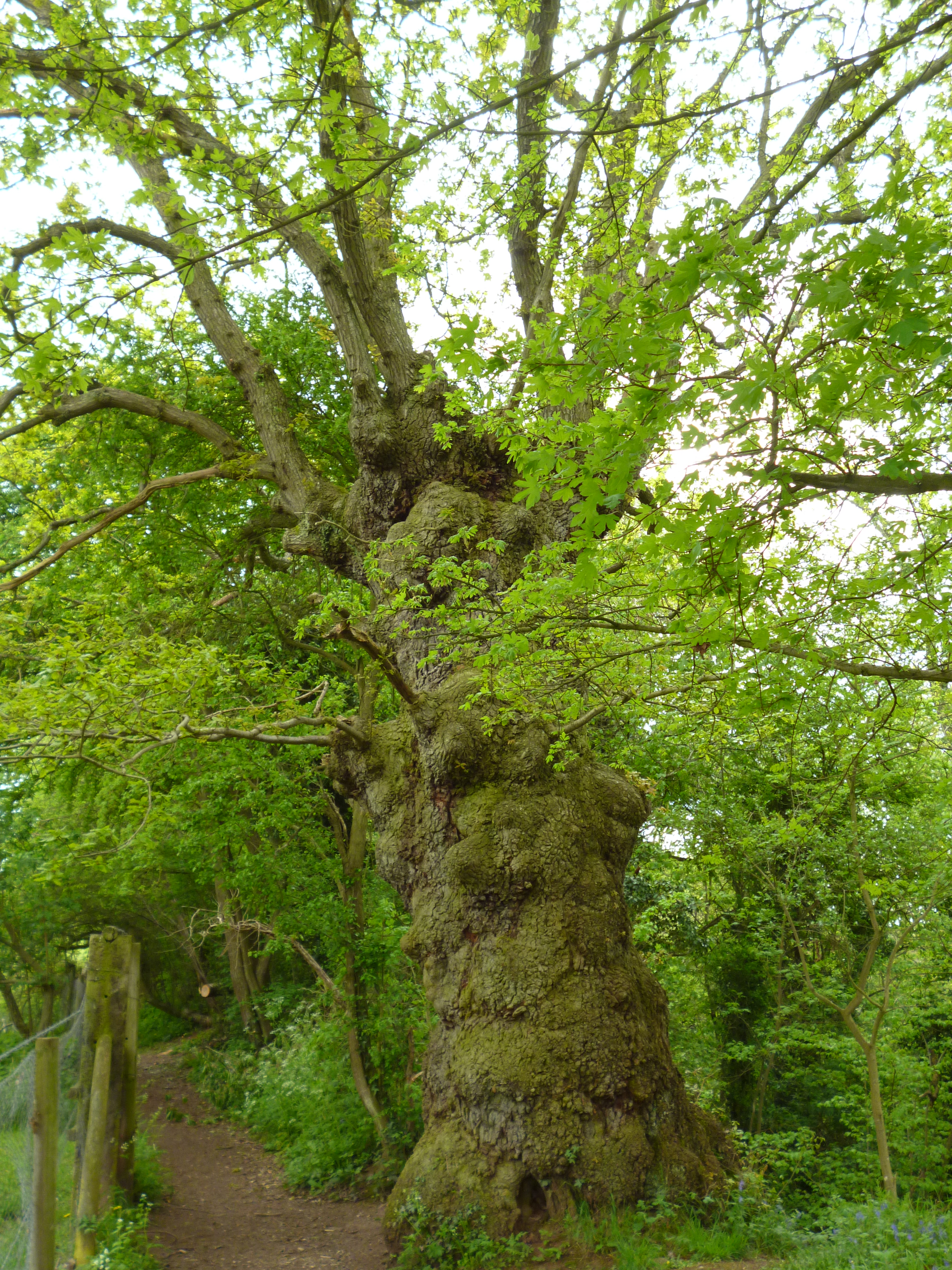
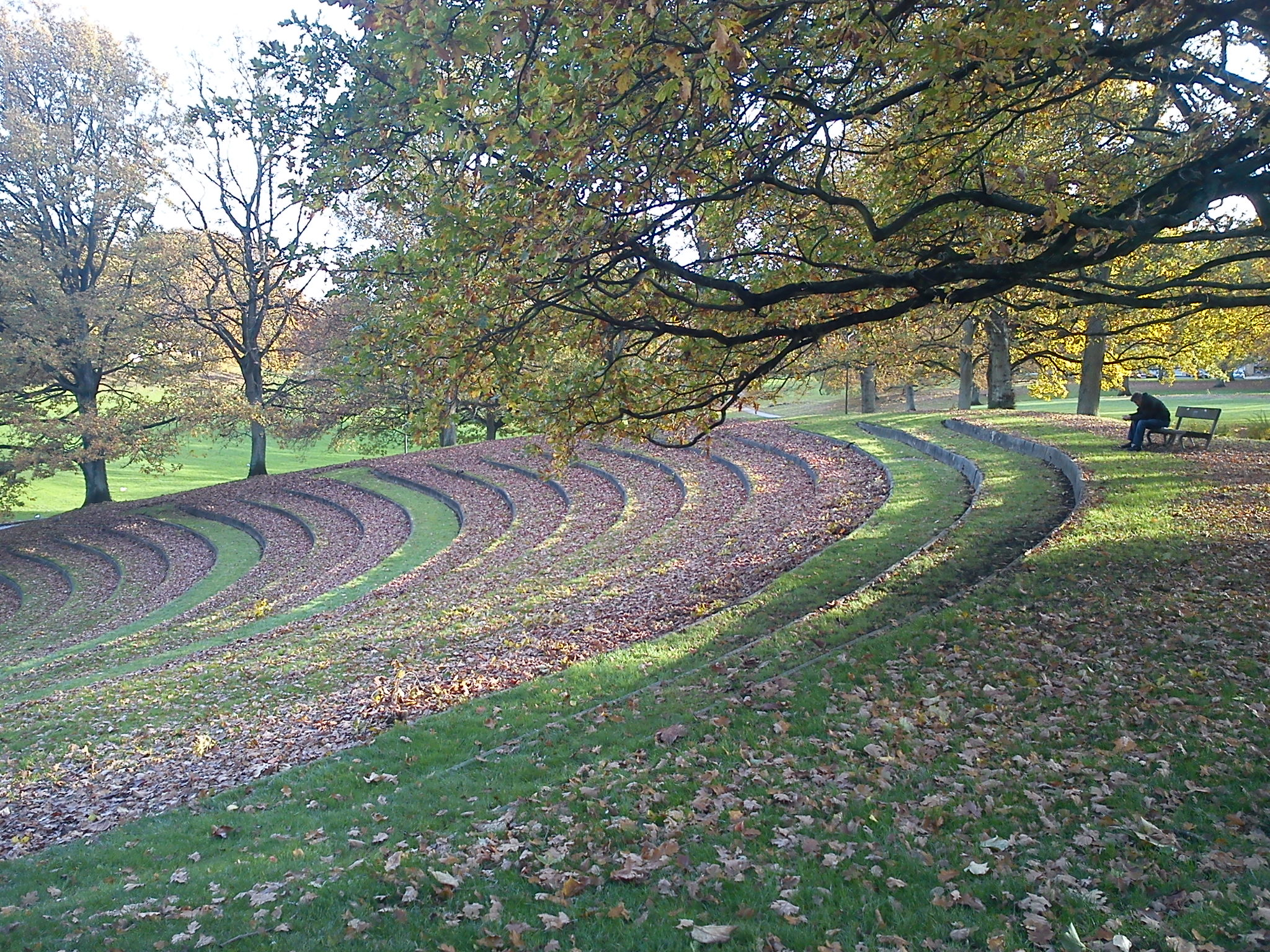